# 王尊德
王尊德（？—1630年），字與為，南直隸鳳陽府泗州人，明朝政治人物、同進士出身。

## 生平
萬曆三十二年（1604年），登進士，授雲南道監察御史。萬曆四十七年，擔任廣東巡按御史。天啟年間，擔任太僕寺少卿，天啟五年，改任右僉都御史、廣西巡撫。天啟七年，擔任兵部右侍郎，後被罷免，崇禎元年重新起用，後改任刑部右侍郎。同年改任兩廣總督、兼廣東巡撫。崇禎三年去世，次年贈兵部尚書。